# Ferihegy
Ferihegy ['fɛrɪhɛɟ] ist ein Stadtteil des XVIII. Bezirks der ungarischen Hauptstadt Budapest. Ferihegy liegt im Nordosten des Bezirks und ist flächenmäßig der größte Stadtteil des Bezirks. Im Jahr 2011 gab es in Ferihegy 342 Wohnungen und 807 Einwohner. Im Süden grenzt Ferihegy an die Stadt Vecsés.

## Geschichte
Der Name von Ferihegy geht auf den Weinbauern Ferenc Mayerffy (1776–1845) zurück. Im Jahr 1913 war Ferihegy ein Teil der damaligen Großgemeinde Vecsés, die zum Bezirk Monor im Komitat Pest-Pilis-Solt-Kiskun gehörte. Mit der Schaffung des XVIII. Budapester Bezirks Anfang 1950 wurde Ferihegy ein Teil der ungarischen Hauptstadt Budapest.

## Infrastruktur und Verkehr
Die größte Bedeutung für den Stadtteil hat der Flughafen Liszt Ferenc, der umgangssprachlich auch „Flughafen Ferihegy“ genannt wird. Im Stadtteil selbst gibt es keine Kirche, nur im Flughafen die ökumenische Kapelle Dona Nobis Pacem. Es bestehen Busverbindungen in die Budapester Innenstadt und über Vecsés und Üllő nach Monor. Weiterhin gibt es Bahnverbindungen zum Budapester Westbahnhof sowie über Szolnok und Debrecen nach Nyíregyháza.

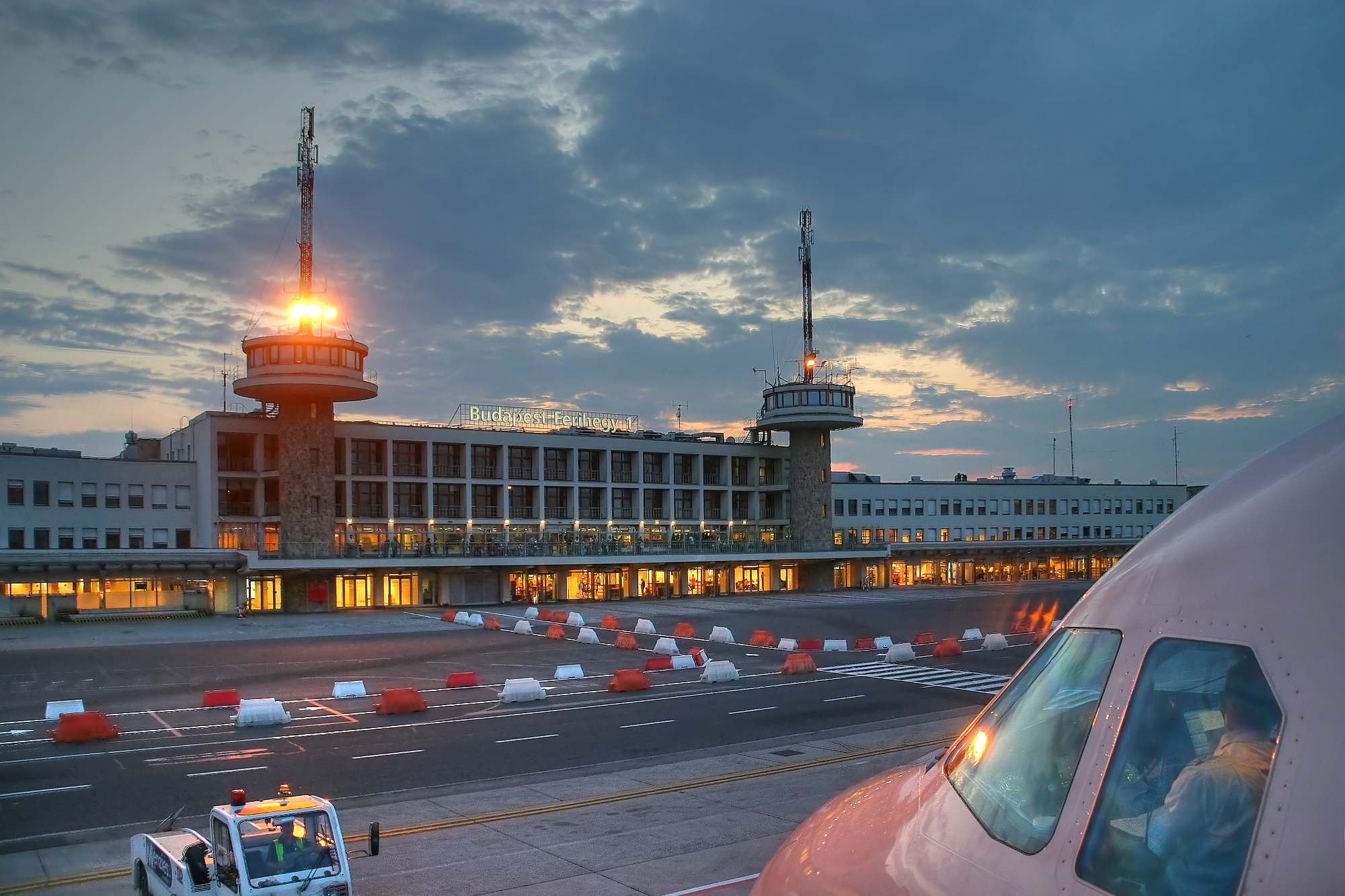
Flughafengebäude
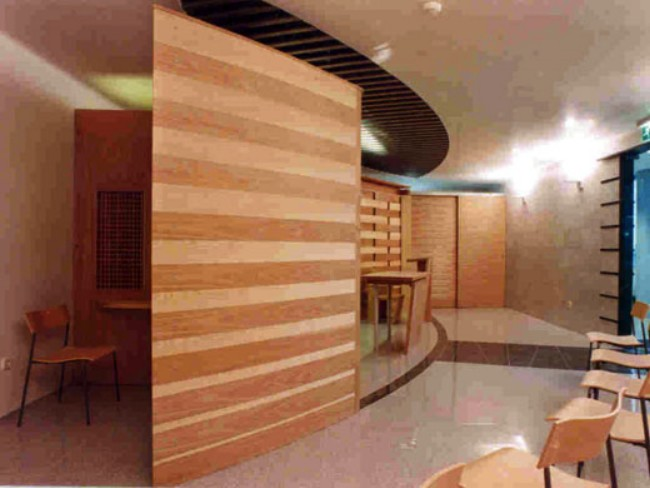
Teil der ökumenischen Kapelle im Flughafen
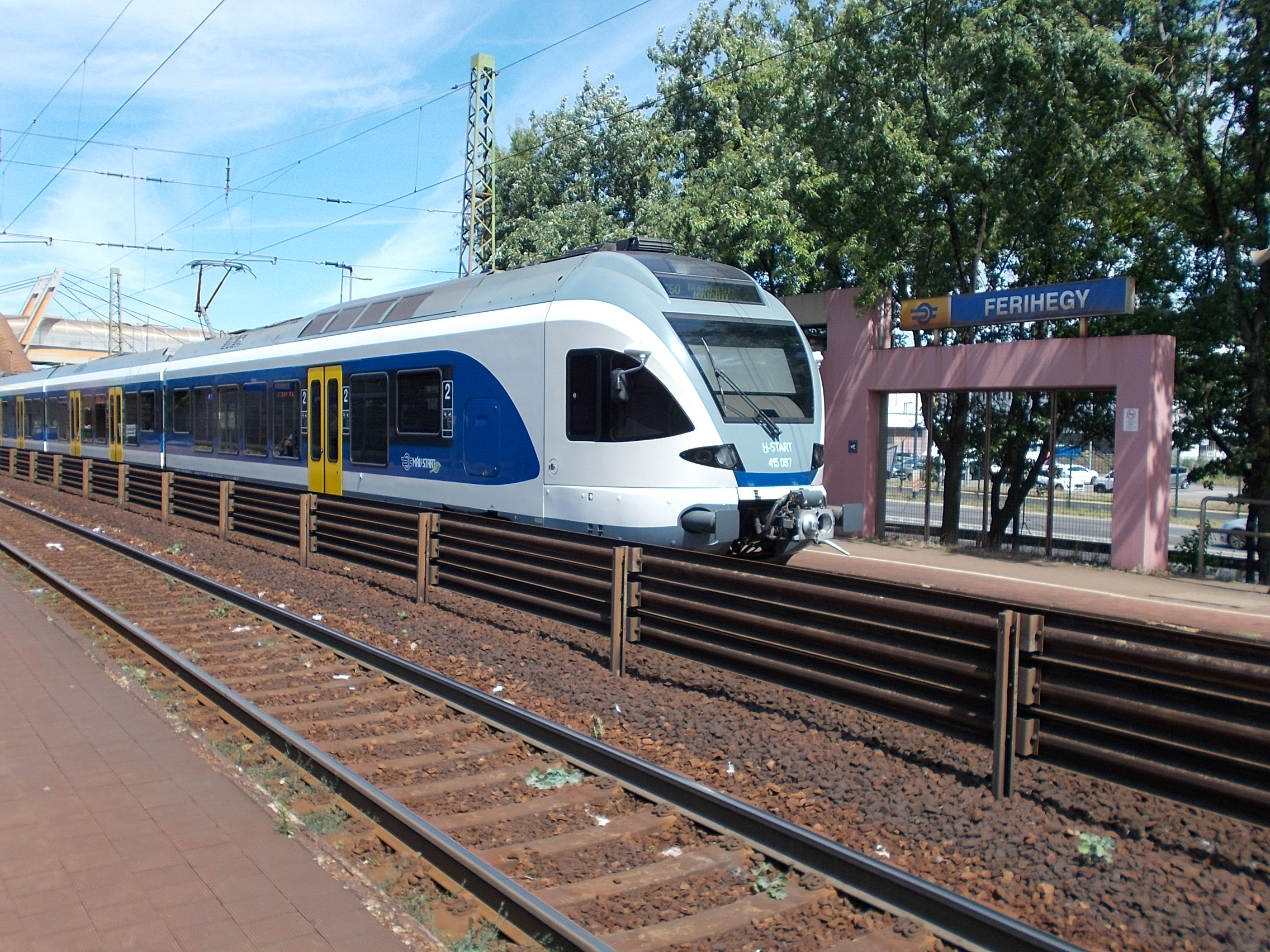
Eisenbahnhaltestelle Ferihegy